# Contamine-Sarzin
Contamine-Sarzin ist eine französische Gemeinde im Département Haute-Savoie in der Region Auvergne-Rhône-Alpes.

## Geographie
Contamine-Sarzin liegt auf 552 m, etwa 17 Kilometer nordwestlich der Stadt Annecy (Luftlinie). Das Dorf erstreckt sich an aussichtsreicher Lage auf einem Höhenrücken südöstlich der Montagne de Vuache, rund 180 m über dem Tal der Usses, im Genevois.
Die Fläche des 6,86 km² großen Gemeindegebiets umfasst einen Abschnitt des Genevois. Der Hauptteil des Gebietes wird vom breiten Höhenrücken von Contamine eingenommen, der auf 560 m gipfelt. Er wird im Norden vom Tal des Fornant, im Süden von demjenigen der Usses flankiert. Im Westen wird der Höhenrücken durch die quer verlaufende Krete des Mont, eines südlichen Ausläufers der Montagne de Vuache, begrenzt. Auf dem Mont wird mit 701 m die höchste Erhebung von Contamine-Sarzin erreicht.
Zu Contamine-Sarzin gehören neben dem eigentlichen Ortskern auch verschiedene Weilersiedlungen und Gehöfte, darunter: 
- Villard (460 m) auf einer Geländeterrasse am nördlichen Talhang des Usses
- Sarzin (370 m) im Tal der Usses
- Aux Illes (370 m) im Tal der Usses

Nachbargemeinden von Contamine-Sarzin sind Minzier im Norden, Marlioz im Osten, Sallenôves und Chilly im Süden sowie Musièges und Chaumont im Westen.

## Geschichte
Das Gemeindegebiet von Contamine-Sarzin war bereits in vorgeschichtlicher Zeit besiedelt. Der Ortsname Contamine geht auf das lateinische Wort condominium (gemeinsam verwalteter Besitz) zurück. Bis 1749 hieß die Ortschaft Contamine, danach Contamine-en-Genevois, ab 1793 wieder Contamine. 1801 erfolgte die Umbenennung in Contamine-sous-Marlioz, die 1815 wieder rückgängig gemacht wurde. Seit 1913 heißt die Gemeinde offiziell Contamine-Sarzin.

## Bevölkerung
| Jahr                       | 1962 | 1968 | 1975 | 1982 | 1990 | 1999 |
| Einwohner                  | 181  | 149  | 158  | 190  | 293  | 350  |
| Quellen: Cassini und INSEE |      |      |      |      |      |      |

Mit 737 Einwohnern (Stand 1. Januar 2022) gehört Contamine-Sarzin zu den kleinen Gemeinden des Département Haute-Savoie. Im Verlauf des 19. und 20. Jahrhunderts nahm die Einwohnerzahl aufgrund starker Abwanderung kontinuierlich ab (1861 wurden in Contamine-Sarzin noch 451 Einwohner gezählt). Seit Beginn der 1980er Jahre wurde jedoch wieder eine deutliche Bevölkerungszunahme verzeichnet.

## Wirtschaft und Infrastruktur
Contamine-Sarzin ist noch heute ein vorwiegend durch die Landwirtschaft geprägtes Dorf. Daneben gibt es einige Betriebe des lokalen Kleingewerbes. Zahlreiche Erwerbstätige sind Wegpendler, die in den größeren Ortschaften der Umgebung sowie im Raum Annecy und Genf-Annemasse ihrer Arbeit nachgehen.
Die Ortschaft liegt abseits der größeren Durchgangsstraßen an einer Departementsstraße, die von Vers nach Sallenôves führt. Weitere Straßenverbindungen bestehen mit Minzier und Musièges.